# گورستان شحنه و ملاها
قبرستان شحنه و ملاها مربوط به دوره قاجار است و در شهرستان کازرون، بخش کوهمره، دهستان کوهمره، شمال روستای دوسیران واقع شده و این اثر در تاریخ ۳۰ بهمن ۱۳۸۶ با شمارهٔ ثبت ۲۰۹۴۱ به‌عنوان یکی از آثار ملی ایران به ثبت رسیده است.